# Championnats d'Europe espoirs d'athlétisme 1997
Navigation
Édition suivante
Les 1ers Championnats d'Europe espoirs d'athlétisme se sont déroulés à Turku (Finlande) en 1997.
Ces championnats regroupent des athlètes de moins de 23 ans.

## Résultats

### Hommes
| Épreuves              | Or                                                                                  | Argent                                                                               | Bronze                                                                         |
| --------------------- | ----------------------------------------------------------------------------------- | ------------------------------------------------------------------------------------ | ------------------------------------------------------------------------------ |
| 100 m                 | Ángelos Pavlakákis 10 s 18                                                          | Carlos Calado 10 s 29                                                                | Marlon Devonish 10 s 32                                                        |
| 200 m                 | Julian Golding 20 s 46                                                              | Alessandro Attene 20 s 68                                                            | Ryszard Pilarczyk 20 s 87                                                      |
| 400 m                 | Mark Hylton 45 s 71                                                                 | Piotr Haczek 45 s 72                                                                 | Kjell Provost 45 s 99                                                          |
| 800 m                 | Andrea Longo 1 min 46 s 49                                                          | Andre Bucher 1 min 47 s 13                                                           | Grzegorz Krzotsek 1 min 47 s 45                                                |
| 1 500 m               | Reyes Estévez 3 min 42 s 37                                                         | Carlos Garcia 3 min 43 s 24                                                          | Alexandru Vasile 3 min 43 s 36                                                 |
| 5 000 m               | Simone Zanon 13 min 45 s 90                                                         | Rachid Berradi 13 min 47 s 08                                                        | Sergey Lukin 13 min 48 s 04                                                    |
| 10 000 m              | Rachid Berradi 28 min 31 s 12                                                       | Serhiy Lebid 28 min 39 s 71                                                          | Simone Zanon 28 min 56 s 33                                                    |
| 3 000 mètres steeple  | Luciano Di Pardo 8 min 34 s 24                                                      | Vincent Le Dauphin 8 min 36 s 92                                                     | Konstantin Tomskiy 8 min 37 s 81                                               |
| 110 mètres haies      | Frank Busemann 13 s 54                                                              | Sven Pieters 13 s 56                                                                 | Andrey Kislykh 13 s 56                                                         |
| 400 mètres haies      | Lukáš Souček 49 s 08                                                                | Marcel Schelbert 49 s 43                                                             | Xavier Ravenet 49 s 63                                                         |
| 20 km marche          | Aigars Fadejevs 1 h 19 min 58 (CR)                                                  | Paquillo Fernández 1 h 21 min 59                                                     | Artur Meleshkevich 1 h 22 min 26                                               |
| Relais 4 × 100 mètres | Royaume-Uni Daniel Money Marlon Devonish Jamie Henthorn Julian Golding 38 s 99      | Pologne Marcin Krzywański Dariusz Adamczyk Piotr Balcerzak Ryszard Pilarczyk 39 s 27 | Allemagne Alexander Kosenkow Eduard Martin Patrik Weimer Uwe Eisenbeis 39 s 45 |
| Relais 4 × 400 mètres | Pologne Ryszard Pilarczyk Piotr Długosielski Jacek Bocian Piotr Haczek 3 min 3 s 07 | Tchéquie David Nikodým Lukáš Souček Jan Štejfa Jiří Mužík 3 min 4 s 13               | Allemagne Thomas Goller Maik Liebe Lars Figura Carlos Gachanja 3 min 4 s 32    |
| Saut en hauteur       | Staffan Strand 2,28 m                                                               | Martin Buss 2,24 m                                                                   | Marcin Kaczocha 2,24 m                                                         |
| Saut à la perche      | Yevgeniy Smiryagin 5,70 m                                                           | Montxu Miranda 5,50 m                                                                | Petr Špaček 5,50 m                                                             |
| Saut en longueur      | Carlos Calado 8,32 m                                                                | Kirill Sosunov 8,30 m                                                                | Oleksiy Lukashevych 8,09 m                                                     |
| Triple saut           | Vyacheslav Taranov 16,95 m                                                          | Marat Safiullin 16,29 m                                                              | Tayo Erogbobgo 16,28 m                                                         |
| Lancer du poids       | Conny Karlsson 19,48 m                                                              | Gunnar Pfingsten 19,11 m                                                             | Andreas Gustafsson 19,09 m                                                     |
| Lancer du disque      | Andrzej Krawczyk 59,54 m                                                            | Timo Sinervo 57,20 m                                                                 | Kiril Chuprinin 56,78 m                                                        |
| Lancer du marteau     | Ivan Tikhon 77,46 m                                                                 | Szymon Ziolkowski 73,68 m                                                            | Nikolay Avlasevich 72,40 m                                                     |
| Lancer du javelot     | Pietari Skyttä 81,58 m                                                              | Matti Närhi 80,72 m                                                                  | Christian Nicolay 78,18 m                                                      |
| Décathlon             | Klaus Isekenmeier 7 926 pts                                                         | Oleksandr Yurkov 7 888 pts                                                           | Pierre-Alexandre Vial 7 866 pts                                                |

### Femmes
| Épreuves              | Or                                                                                  | Argent                                                                                   | Bronze                                                                             |
| --------------------- | ----------------------------------------------------------------------------------- | ---------------------------------------------------------------------------------------- | ---------------------------------------------------------------------------------- |
| 100 m                 | Nora Ivanova 11 s 50                                                                | Esther Möller 11 s 53                                                                    | Marie-Joelle Dogbo 11 s 54                                                         |
| 200 m                 | Hana Benešová 22 s 57                                                               | Shanta Ghosh 22 s 80                                                                     | Katia Benth 23 s 19                                                                |
| 400 m                 | Allison Curbishley 50 s 85                                                          | Hana Benešová 51 s 82                                                                    | Claudia Angerhausen 53 s 45                                                        |
| 800 m                 | Irina Nedelenko 2 min 01 s 72                                                       | Dorota Fiut 2 min 02 s 44                                                                | Lyudmila Goncharova 2 min 02 s 72                                                  |
| 1 500 m               | Andrea Suldesova 4 min 13 s 92                                                      | Lidia Chojecka 4 min 14 s 70                                                             | Natalya Chernyshova 4 min 15 s 43                                                  |
| 5 000 m               | Oksana Zheleznyak 15 min 45 s 22                                                    | Cristina Iloc 15 min 46 s 59                                                             | Marta Dominguez 15 min 49 s 96                                                     |
| 10 000 m              | Olivera Jevtic 32 min 44 s 22                                                       | Annemari Sandell 32 min 48 s 57                                                          | Stine Larsen 33 min 11 s 09                                                        |
| 100 mètres haies      | Irina Korotya 12 s 97                                                               | Diane Allahgreen 13 s 03                                                                 | Johanna Halkoaho 13 s 35                                                           |
| 400 mètres haies      | Rikke Rönholt 57 s 22                                                               | Vicki Jamison 57 s 43                                                                    | Malgorzata Pskit 57 s 68                                                           |
| 10 km marche          | Olga Panfyorova 43 min 33                                                           | Maria Vasco 44 min 01                                                                    | Susana Feitor 44 min 26                                                            |
| Relais 4 × 100 mètres | Allemagne Esther Möller Shanta Ghosh Nancy Kette Silke Eichmann 43 s 94             | Russie Yelena Tishkova Irina Korotya Olga Maksimova Yuliya Vertyanova 44 s 41            | Italie Elena Apollonio Elena Sordelli Manuela Grillo Manuela Levorato 44 s 73      |
| Relais 4 × 400 mètres | Royaume-Uni Vicki Jamison Jo Sloane Jeina Mitchell Allison Curbishley 3 min 32 s 81 | Allemagne Nicole Marahrens Shanta Ghosh Claudia Gesell Claudia Angerhausen 3 min 33 s 77 | Tchéquie Jitka Burianová Eva Kasalová Andrea Šuldesová Hana Benešová 3 min 33 s 83 |
| Saut en hauteur       | Yuliya Lyakhova 1,97 m                                                              | Kajsa Bergqvist 1,93 m                                                                   | Daniela Rath 1,91 m                                                                |
| Saut à la perche      | Eszter Szemeredi 4,10 m                                                             | Janet Zach 4,05 m                                                                        | Sabine Schulte Monique de Wilt 3,80 m                                              |
| Saut en longueur      | Tatyana Kotova 6,57 m                                                               | Cristina Nicolau 6,43 m                                                                  | Sofia Schulte 6,39 m                                                               |
| Triple saut           | Cristina Nicolau 14,22 m                                                            | Anja Valant 13,98 m                                                                      | Heli Koivula 13,88 m                                                               |
| Lancer du poids       | Nadine Kleinert 18,27 m                                                             | Corrie de Bruin 18,06 m                                                                  | Yanina Korolchik 13,98 m                                                           |
| Lancer de disque      | Corrie de Bruin 57,72 m                                                             | Kathleen Hering 56,78 m                                                                  | Yanina Korolchik 56,36 m                                                           |
| Lancer de marteau     | Mihaela Melinte 70,26 m                                                             | Simone Mathes 64,38 m                                                                    | Lyn Sprules 61,70 m                                                                |
| Lancer du javelot     | Taina Uppa 56,48 m                                                                  | Alina Serdyuk 55,56 m                                                                    | Merja Pitkänen 55,24 m                                                             |
| Heptathlon            | Kathleen Gutjahr 6 130 pts                                                          | Yuliya Akulenko 6 117 pts                                                                | Diana Koritskaya 6 014 pts                                                         |